# Jádro (lineární algebra)

Obraz a jádro lineárního zobrazení z prostoru do prostoru.

V lineární algebře se termínem jádro lineárního zobrazení označuje podprostor tvořený vzory nulového vektoru. 
Jádrem matice se nazývá množina všech řešení homogenní soustavy lineárních rovnic, kde daná matice tvoří matici soustavy.
Pro jádro se používá též název nulový prostor. Značí se {\displaystyle \operatorname {ker} } (z anglického kernel - „jádro, pecka“ nebo „zrno“, resp. německého das Kern), případně {\displaystyle \operatorname {Kern} }, {\displaystyle \operatorname {nul} }, {\displaystyle {\mathcal {N}}}, {\displaystyle \operatorname {Null} } apod.
Dimenze jádra se nazývá nulita nebo defekt.
Jádro se využívá při popisu množiny řešení homogenních i nehomogenních soustav lineárních rovnic.

## Definice
Je-li dána matice {\displaystyle {\boldsymbol {A}}} typu {\displaystyle m\times n} nad tělesem {\displaystyle T} (např. reálnými či komplexními čísly), potom jádrem matice {\displaystyle {\boldsymbol {A}}} se nazývá množina všech řešení homogenní soustavy lineárních rovnic {\displaystyle {\boldsymbol {Ax}}={\boldsymbol {0}}}. Značí se {\displaystyle \operatorname {ker} {\boldsymbol {A}}} a formálně je dáno předpisem:
{\displaystyle \operatorname {ker} {\boldsymbol {A}}=\{{\boldsymbol {x}}\in T^{n}:{\boldsymbol {Ax}}={\boldsymbol {0}}\}}
Obecněji, je-li dáno lineární zobrazení {\displaystyle f:V\to W} mezi dvěma vektorovými prostory {\displaystyle V} a {\displaystyle W}, potom jádro zobrazení {\displaystyle f} je vektorový podprostor tvořený všemi vektory {\displaystyle {\boldsymbol {x}}} z {\displaystyle V} takovými, že {\displaystyle f({\boldsymbol {x}})={\boldsymbol {0}}_{W}}, kde {\displaystyle {\boldsymbol {0}}_{W}} označuje nulový vektor prostoru {\displaystyle W}. Formálně:
{\displaystyle \ker f=\left\{{\boldsymbol {x}}\in V:f({\boldsymbol {x}})={\boldsymbol {0}}_{W}\right\}=f^{-1}({\boldsymbol {0}}_{W})}.
Jádro matice {\displaystyle {\boldsymbol {A}}} se shoduje s jádrem lineárního zobrazení {\displaystyle f:T^{n}\to T^{m}} daného předpisem {\displaystyle f({\boldsymbol {x}})={\boldsymbol {Ax}}}.

### Ukázka
Rovnici {\displaystyle x_{1}-x_{2}=0} v oboru reálných čísel lze zapsat jako homogenní soustavu {\displaystyle {\boldsymbol {Ax}}={\boldsymbol {0}}} o jedné lineární rovnici a dvou reálných neznámých s maticí soustavy {\displaystyle {\boldsymbol {A}}={\begin{pmatrix}1&-1\end{pmatrix}}\in \mathbb {R} ^{1\times 2}}. 
Jádrem této matice {\displaystyle {\boldsymbol {A}}} je 
{\displaystyle \operatorname {ker} {\boldsymbol {A}}=\{{\boldsymbol {x}}\in \mathbb {R} ^{2}:{\boldsymbol {Ax}}={\boldsymbol {0}}\}=\{{\boldsymbol {x}}\in \mathbb {R} ^{2}:x_{1}-x_{2}=0\}=\{(p,p)^{\mathrm {T} }:p\in \mathbb {R} \}},
neboli množina bodů v {\displaystyle \mathbb {R} ^{2}} s oběma souřadnicemi shodnými. Geometricky tvoří tyto body osu prvního a třetího kvadrantu.
K uvedené matici lze přiřadit zobrazení  {\displaystyle f:\mathbb {R} ^{2}\to \mathbb {R} ^{1}}  předpisem {\displaystyle f({\boldsymbol {x}})={\boldsymbol {Ax}}=x_{1}-x_{2}}. Jádrem zobrazení {\displaystyle f} je množina vzorů nulového vektoru z cílového prostoru {\displaystyle \mathbb {R} ^{1}} (zde čísla {\displaystyle 0}, protože uvedená soustava má jen jednu rovnici). Tvoří ji stejná množina bodů (přímka) jako jádro matice {\displaystyle {\boldsymbol {A}}}:
{\displaystyle \operatorname {ker} f=\{{\boldsymbol {x}}\in \mathbb {R} ^{2}:f({\boldsymbol {x}})={\boldsymbol {0}}_{\mathbb {R} ^{1}}\}=\{{\boldsymbol {x}}\in \mathbb {R} ^{2}:x_{1}-x_{2}=0\}=\operatorname {ker} {\boldsymbol {A}}}

## Vlastnosti
- Lineární zobrazení podle definice zachovává součty a skalární násobky, a proto je jádro je uzavřené na součty a skalární násobky. Jádro zobrazení {\displaystyle f:V\to W} proto tvoří vektorový podprostor prostoru {\displaystyle V}:

{\displaystyle {\boldsymbol {u}},{\boldsymbol {v}}\in \ker f\Rightarrow f({\boldsymbol {u}}+{\boldsymbol {v}})=f({\boldsymbol {u}})+f({\boldsymbol {v}})={\boldsymbol {0}}+{\boldsymbol {0}}={\boldsymbol {0}}\Rightarrow {\boldsymbol {u}}+{\boldsymbol {v}}\in \ker f}
{\displaystyle {\boldsymbol {u}}\in \ker f,c\in T\Rightarrow f(c{\boldsymbol {u}})=cf({\boldsymbol {u}})=c{\boldsymbol {0}}={\boldsymbol {0}}\Rightarrow c{\boldsymbol {u}}\in \ker f}
- Speciálně, nulový vektor prostoru {\displaystyle V} vždy patří do jádra.

- Pokud se obrazy dvou vektorů v lineárním zobrazení {\displaystyle f} shodují, patří jejich rozdíl do jádra {\displaystyle f}:

{\displaystyle f({\boldsymbol {w}})=f({\boldsymbol {u}})\Rightarrow f({\boldsymbol {w}}-{\boldsymbol {u}})=f({\boldsymbol {w}})-f({\boldsymbol {u}})={\boldsymbol {0}}-{\boldsymbol {0}}={\boldsymbol {0}}\Rightarrow {\boldsymbol {w}}-{\boldsymbol {u}}\in \ker f}

### Popis řešení soustav
- Totéž v termínech řešení soustav: Jsou-li {\displaystyle {\boldsymbol {u}}} a {\displaystyle {\boldsymbol {w}}} dvě řešení soustavy lineárních rovnic {\displaystyle {\boldsymbol {Ax}}={\boldsymbol {b}}}, pak {\displaystyle {\boldsymbol {w}}-{\boldsymbol {u}}} je řešením soustavy {\displaystyle {\boldsymbol {Ax}}={\boldsymbol {0}}}.

- Je-li {\displaystyle u} řešením soustavy {\displaystyle {\boldsymbol {Ax}}={\boldsymbol {b}}} a {\displaystyle v} je řešení související homogenní soustavy {\displaystyle {\boldsymbol {Ax}}={\boldsymbol {0}}}, pak {\displaystyle {\boldsymbol {u}}+{\boldsymbol {v}}} je také řešením soustavy {\displaystyle {\boldsymbol {Ax}}={\boldsymbol {b}}}.

- V důsledku lze všechna řešení nehomogenní soustavy popsat pomocí jednoho partikulárního řešení a jádra:

Věta: Je-li {\displaystyle u} jedno pevně zvolené partikulární řešení soustavy lineárních rovnic {\displaystyle {\boldsymbol {Ax}}={\boldsymbol {b}}} nad tělesem {\displaystyle T}, pak množina všech řešení této soustavy je afinní podprostor {\displaystyle \{{\boldsymbol {u}}+{\boldsymbol {v}}:{\boldsymbol {v}}\in \operatorname {ker} {\boldsymbol {A}}\}={\boldsymbol {u}}+\operatorname {ker} {\boldsymbol {A}}}.
Důkaz: Je-li {\displaystyle w} libovolné řešení soustavy {\displaystyle {\boldsymbol {Ax}}={\boldsymbol {b}}}, pak {\displaystyle ({\boldsymbol {w}}-{\boldsymbol {u}})\in \operatorname {ker} {\boldsymbol {A}}}, a proto {\displaystyle {\boldsymbol {w}}={\boldsymbol {u}}+({\boldsymbol {w}}-{\boldsymbol {u}})\in \{{\boldsymbol {u}}+{\boldsymbol {v}}:{\boldsymbol {v}}\in \operatorname {ker} {\boldsymbol {A}}\}}. Naopak pro libovolné {\displaystyle {\boldsymbol {v}}\in \operatorname {ker} {\boldsymbol {A}}} je {\displaystyle {\boldsymbol {u}}+{\boldsymbol {v}}} řešením soustavy {\displaystyle {\boldsymbol {Ax}}={\boldsymbol {b}}}.

### Ortogonalita
V prostoru {\displaystyle \mathbb {R} ^{n}} odpovídá maticový součin {\displaystyle {\boldsymbol {v}}^{\mathrm {T} }{\boldsymbol {u}}=\sum \limits _{i=1}^{n}u_{i}v_{i}} standardnímu skalárnímu součinu. 
- Každý vektor jádra matice {\displaystyle {\boldsymbol {A}}} je proto kolmý na každý její řádek a v důsledku i na každý vektor z řádkového prostoru.

- Jádro matice je ortogonálním doplňkem řádkového prostoru a naopak.

- Obecněji, je-li {\displaystyle V} unitární prostor a {\displaystyle W} je jeho podprostor, potom jádro kolmé projekce {\displaystyle V\to W} je ortogonální doplněk podprostoru {\displaystyle W} ve {\displaystyle V}.

## Výpočet

### Řešení homogenní soustavy lineárních rovnic
Elementární úpravy nemění množinu řešení soustavy, čili ani jádro matice. Proto je možné danou matici převést do odstupňovaného tvaru a poté zpětnou substitucí popsat množinu řešení neboli jádro.

#### Ukázka
Jádro reálné matice
{\displaystyle {\boldsymbol {A}}={\begin{pmatrix}2&3&5\\-4&2&3\end{pmatrix}}}
obsahuje všechny vektory {\displaystyle {\boldsymbol {x}}\in \mathbb {R} ^{3}}, pro něž platí {\displaystyle {\boldsymbol {Ax}}={\boldsymbol {0}}}, neboli:
{\displaystyle {\begin{pmatrix}2&3&5\\-4&2&3\end{pmatrix}}{\begin{pmatrix}x_{1}\\x_{2}\\x_{3}\end{pmatrix}}={\begin{pmatrix}0\\0\end{pmatrix}}}
Uvedená rovnice s maticovým součinem odpovídá homogenní soustavě lineárních rovnic v neznámých {\displaystyle x_{1}}, {\displaystyle x_{2}} a {\displaystyle x_{3}}:
{\displaystyle {\begin{aligned}2x_{1}+3x_{2}+5x_{3}&=0\\-4x_{1}+2x_{2}+3x_{3}&=0\end{aligned}}}
Stejnou soustavu lze také zapsat rozšířenou maticí soustavy a tu
pomocí Gaussovy–Jordanovy eliminace elementárnímu úpravami převést na redukovaný odstupňovaný tvar:
{\displaystyle \left({\begin{array}{ccc|c}2&3&5&0\\-4&2&3&0\end{array}}\right)\sim \sim \left({\begin{array}{ccc|c}1&0&1/16&0\\0&1&13/8&0\end{array}}\right)}
Elementární úpravy zachovávají množinu řešení soustavy, čili i jádro  matice {\displaystyle {\boldsymbol {A}}}. Přepsáním výsledné matice do rovnic se získá:
{\displaystyle {\begin{aligned}x_{1}&=-{\tfrac {1}{16}}x_{3}\\x_{2}&=-{\tfrac {13}{8}}x_{3}\end{aligned}}}
Prvky jádra lze dále vyjádřit v parametrické vektorové formě takto:
{\displaystyle {\begin{pmatrix}x_{1}\\x_{2}\\x_{3}\end{pmatrix}}=p{\begin{pmatrix}-1/16\\-13/8\\1\end{pmatrix}}\quad ({\text{kde }}p\in \mathbb {R} )}
Protože {\displaystyle p} je volná proměnná která může nabývat libovolnou hodnotu v oboru reálných čísel, lze řešení vyjádřit stejně dobře jako:
{\displaystyle {\begin{pmatrix}x_{1}\\x_{2}\\x_{3}\end{pmatrix}}=q{\begin{pmatrix}1\\26\\-16\end{pmatrix}}}
přičemž parametr {\displaystyle q\in \mathbb {R} } byl získán substitucí {\displaystyle q=-{\tfrac {p}{16}}}.
Jádro {\displaystyle {\boldsymbol {A}}} je přesně řešením těchto rovnic (v tomto případě přímka v {\displaystyle \mathbb {R} ^{3}} procházející počátkem a bodem 
{\displaystyle (1,26,-16)^{\mathrm {T} }}. Uvedený bod je jednou z možných bází jádra {\displaystyle \ker {\boldsymbol {A}}}. Nulita matice {\displaystyle {\boldsymbol {A}}} je tudíž rovna 1.

### Přímý výpočet Gaussovou eliminací
Jádro matice {\displaystyle {\boldsymbol {A}}\in T^{m\times n}} lze určit i tak, že se z její transpozice {\displaystyle {\boldsymbol {A}}^{\mathrm {T} }} vytvoří bloková matice {\displaystyle ({\boldsymbol {A}}^{\mathrm {T} }|\mathbf {I} _{n})} připsáním jednotkové matice a tato matice se Gaussovou–Jordanovou eliminací převede na redukovaný odstupňovaný tvar {\displaystyle ({\boldsymbol {B}}|{\boldsymbol {C}})}.
Bázi jádra {\displaystyle \ker {\boldsymbol {A}}} pak tvoří ty řádky matice {\displaystyle {\boldsymbol {C}}}, jimž v matici {\displaystyle {\boldsymbol {B}}} předcházejí samé nuly.
Korektnost uvedeného postupu vyplývá z toho, že matice {\displaystyle {\boldsymbol {C}}} reprezentuje úpravy použité během eliminace, a proto platí {\displaystyle {\boldsymbol {CA}}^{\mathrm {T} }={\boldsymbol {B}}}. každý z těchto {\displaystyle n-\operatorname {rank} {\boldsymbol {A}}} vybraných řádků matice {\displaystyle {\boldsymbol {C}}} má nulový součin se sloupci {\displaystyle {\boldsymbol {A}}^{\mathrm {T} }}, čili i s řádky {\displaystyle {\boldsymbol {A}}}, a proto patří do hledaného jádra {\displaystyle \ker {\boldsymbol {A}}}. 
Protože {\displaystyle {\boldsymbol {C}}} je regulární, jsou tyto vektory lineárně nezávislé. Podle věty o dimenzích jádra a obrazu odpovídá jejich počet dimenzi jádra, a proto tvoří jeho bázi.

#### Ukázka
Pro zadání z předchozí ukázky 
odpovídá převod blokové matice {\displaystyle ({\boldsymbol {A}}^{\mathrm {T} }|\mathbf {I} _{n})} na redukovaný odstupňovaný tvar {\displaystyle ({\boldsymbol {B}}|{\boldsymbol {C}})} výpočtu:
{\displaystyle ({\boldsymbol {A}}^{\mathrm {T} }|\mathbf {I} _{n})=\left({\begin{array}{cc|ccc}2&-4&1&0&0\\3&2&0&1&0\\5&3&0&0&1\\\end{array}}\right)\sim \sim \left({\begin{array}{cc|ccc}1&0&0&-3&2\\0&1&0&5&-3\\0&0&1&26&-16\end{array}}\right)=({\boldsymbol {B}}|{\boldsymbol {C}})}
Pouze poslednímu řádku matice {\displaystyle {\boldsymbol {C}}} předcházejí v {\displaystyle {\boldsymbol {B}}} samé nuly. 
Tento vektor {\displaystyle {\boldsymbol {x}}=(1,26,-16)^{\mathrm {T} }}
tvoří bázi jádra {\displaystyle \ker {\boldsymbol {A}}}, což lze doložit součiny: 
{\displaystyle {\begin{pmatrix}1&26&-16\end{pmatrix}}{\begin{pmatrix}2\\3\\5\end{pmatrix}}=0}
{\displaystyle {\begin{pmatrix}1&26&-16\end{pmatrix}}{\begin{pmatrix}-4\\2\\3\end{pmatrix}}=0}
Uvedené součiny též ilustrují skutečnost, že u reálných matic jsou všechny vektory jádra kolmé na všechny vektory z řádkového prostoru dané matice, neboť tyto maticové součiny odpovídají standardnímu skalárnímu součinu na {\displaystyle \mathbb {R} ^{n}}. Konkrétně, jádro {\displaystyle \ker {\boldsymbol {A}}} odpovídá přímce {\displaystyle q(1,26,-16)^{\mathrm {T} }} a řádkový prostor je rovina procházející počátkem, která je kolmá na tuto přímku. 
Součet hodnosti matice {\displaystyle {\boldsymbol {A}}} s její nulitou, neboli rovnost {\displaystyle 2+1=3}, dává počet sloupců matice  {\displaystyle {\boldsymbol {A}}}, což zároveň ilustruje větu o dimenzích jádra a obrazu.

## Numerické záležitosti
Způsob a stabilita výpočtu jádra na počítači závisí na druhu koeficientů.

### Přesné koeficienty
Pokud jsou koeficienty matice přesně danými čísly, lze odstupňovaný tvar matice vypočítat pomocí Bareissova algoritmu efektivněji než pomocí Gaussovy eliminace. Ještě efektivnější je použít modulární aritmetiku a čínskou větu o zbytcích, která výpočet redukuje na několik podobných úlohu nad konečnými tělesy, čímž se ušetří režie vyvolaná nelinearitou časové složitosti celočíselného násobení. 
Pro koeficienty v konečném tělese funguje Gaussova eliminace dobře, ale pro velké matice, které se vyskytují v kryptografii a při výpočtu Gröbnerovy báze, jsou známy algoritmy, které mají sice přibližně stejnou výpočetní složitost, ale efektivnější implementaci.

### Výpočet s plovoucí desetinnou čárkou
U matic, jejichž prvky jsou čísla s plovoucí desetinnou čárkou, lze kvůli zaokrouhlovacím chybám téměř vždy předpokládat plnou řádkovou hodnosti, a to i když se jedná o aproximaci matice mnohem menší hodnosti. I pro matici s plnou hodností lze vypočítat hodnověrné jádro, jen je-li dobře podmíněná.
Dokonce i u dobře podmíněné matice plného pořadí se Gaussova eliminace nemusí chovat správně: zavádí zaokrouhlovací chyby, které mohou mít  příliš velký vliv na správný výsledek. Protože výpočet jádra matice je speciálním příkladem řešení soustav, lze jádro vypočítat pomocí libovolného z různých algoritmů určených k řešení homogenních soustav lineárních rovnic.